# Cinta Arasa i Carot
Cinta Arasa i Carot (Jesús, Tortosa, Baix Ebre, 1978) és una escriptora i politòloga catalana. És llicenciada en Ciències Polítiques i de l'Administració. Escriu des que tenia onze anys i mai no ha deixat de fer-ho. És sòcia de l'Associació d'Escriptors en Llengua Catalana i membre de la junta del PEN Català.

## Obres
- On és el Sol, Cucafera? (2007, Aeditors). Il·lustr. Cristina Girol.
- Arran de l'Ebre (2009, Aeditors). Il·lustr. Cristina Girol.
- Emergència al País de la Màgia (2010, Onada Edicions).
- El món dalt d'una sabata (2012, Barcanova). Il·lustr. Marta Costa.
- Missió Trobairitz! (2013, Animallibres). Il·lustr. Ignasi Blanch.
- La lluna és dolça, Ahmed (2013, Cadí). Il·lustr. Núria Feijoó.
- Zeineb, la primera enxaneta (2013, Cadí). Il·lustr. Carles Arbat.
- Ja som a l'hivern! (2013, Barcanova). Il·lustr. Ana Zurita.
- Vaig fer la maleta un dia de juny (2014, Edicions del Bullent).
- Ha arribat la primavera! (2014, Barcanova). Il·lustr. Mónica Carretero.
- L'estiu és aquí! (2014, Barcanova). Il·lustr. Núria Coll.
- Comença la tardor! (2014, Barcanova). Il·lustr. Marta Álvarez.
- Les fades són calbes (2016, Jollibre). Il·lustr. Xan López Domínguez.
- Mamá, vull que siguis com un elefant (2017, Animallibres). Il·lustr. Marta Montañá.
- En Bernat, el gat afamat (2017, Santillana Grup Promotor). Il·lustr. Carles Arbat.
- La paraula màgica (2018, Somoslibros). Il·lustr. Àfrica Fanlo.
- El Gla, un aprenent d'esquirol (2019, Barcanova). Il·lustr. Susana Hoslet.
- Paraules, flors i pólvora (2020, Animallibres).
- Acqua Alta (2021, Jollibre).
- Els fets d'armes de Catalunya (2022, Sidillà). Il·lustr. Carles Arbat.
- Sant Jordi i el drac (2022, Bruixola). Il·lustr. Núria Aparicio.
- El dia que les onades del mar em van entrar a la panxa (2023, Animallibres). Il·lustr. Joan Turu.
- Una abraçada amb olor de xocolata (2023, Jollibre). Il·lustr. Nur Ventura.

## Premis i reconeixements
El 2013 va rebre el Premi Enric Valor de narrativa juvenil per Vaig fer la maleta un dia de juny (2014). Al 2016 li atorguen el Premi del Mèrit de les Lletres Ebrenques i al 2021 el Premi Crítica Serra d'Or en la categoria de literatura infantil i juvenil per Paraules, flors i pólvora.